# آ روا
آ روا یا آ روئا (به اسپانیایی: A Rúa) یک شهرستان در اسپانیا با جمعیت ۴٬۷۱۹ نفر است که در Valdeorras واقع شده‌است.